# Mars 2003

## Événements

### Samedi1ermars 2003
- Le parlement turc refuse de voter la résolution qui aurait permis aux États-Unis de déployer 62 000 militaires américains sur le territoire turc et d'utiliser les bases et ports en cas d'attaque contre l'Irak par le Nord. À la suite de ce refus, le gouvernement américain menace de reconsidérer sa promesse d'aide d'un montant de 6 milliards de dollars.
- L'ambassadeur des États-Unis à Athènes démissionne car il est en désaccord avec la politique de son gouvernement sur le dossier irakien.
- Au Pakistan, le chef Khalid Cheikh Mohammed, numéro 3 d'Al-Qaïda, est arrêté dans la banlieue d'Islamabad. Il serait l'un des cerveaux des attentats du 11 septembre 2001.

### Dimanche 2 mars 2003
- Lors de sa visite d'État en Algérie, le Président Jacques Chirac signe une déclaration ouvrant la voie à une « refondation » des relations bilatérales entre les deux pays et à un « avenir partagé ».
- La 31e coupe de l'America est remportée par le Défi Suisse représenté par le bateau Alinghi contre le bateau néo-zélandais. C'est la première fois depuis 1851 que ce prestigieux trophée revient dans un pays européen.

### Lundi 3 mars 2003
- En France, après la mort d'un jeune délinquant qui venait de trouver la mort à l'issue d'une course-poursuite avec les gendarmes, la ZUP de Valdegour, à Nîmes, connaît une nuit d'émeutes.

### Mardi 4 mars 2003
- Dans le sud de l'archipel des Philippines, à l'aéroport de Davao, un attentat à la bombe attribué à des islamistes cause vingt morts et une cinquantaine de blessés.

### Mercredi 5 mars 2003
- En France, l'entreprise France Télécom annonce une perte record de 20,7 milliards d'euros pour l'année 2002.
- En Chine, Le nouveau secrétaire général du PCC et chef de l'État Hu Jintao, ainsi que le nouveau Premier ministre Wen Jiabao, sont investis par l'Assemblée nationale populaire.
- Contre la guerre en Irak :
  - Journée de jeûne et de prière contre la guerre à l'appel du pape et de nombreux responsables religieux.
  - Manifestations contre la guerre dans le monde entier à l'initiative des étudiants américains.

### Jeudi 6 mars 2003
- En Arménie, lors de l'élection présidentielle, le président sortant Robert Kotcharian est élu avec 67,5 % des suffrages.

### Vendredi 7 mars 2003
- En France :
  - Le groupe Vivendi Universal annonce une perte nette record de 23,3 milliards d'euros en 2002.
  - En Corse, Le truand Joseph Menconi réussit une spectaculaire évasion de la prison de Borgo, près de Bastia, grâce à l'intervention extérieure de deux complices armés d'un lance-roquettes.
    - Il sera de nouveau arrêté le 31 mars à Aubagne dans les Bouches-du-Rhône.
- Les responsables des inspecteurs de l'ONU en Irak, Hans Blix et Mohamed el-Baradei, rendent leur rapport sur le désarmement de l'Irak devant le Conseil de sécurité de l'ONU. Ils concluent que « Après trois mois d'inspections, nous n'avons trouvé ni preuve, ni indice plausible de la reprise d'un programme d'armement nucléaire en Irak ».
- Le Monténégrin Svetozar Marovic est élu Président du nouvel État de Serbie-Monténégro par le Parlement fédéral.
- À Malte, le référendum maltais sur l'adhésion à l'Union européenne recueille 53,5 % de oui.
- Les autorités pakistanaises ont annoncé l'arrestation de deux fils présumés de Oussama ben Laden dans le sud de l'Afghanistan. Ces informations ont été toutefois démenties quelque temps après par les autorités pakistanaises et américaines.

### Dimanche 9 mars 2003
- Sport automobile : le pilote britannique Justin Wilson dispute son premier Grand Prix de Formule 1 au sein de la modeste écurie italienne Minardi à l'occasion du Grand Prix d'Australie, sur le Circuit de l'Albert Park (Résultat : abandon au 16e tour / radiateur).

### Lundi 10 mars 2003
- Le président Jacques Chirac annonce, à propos de l'ultimatum américano-[1]-britannique : « Quelles que soient les circonstances, la France votera non ».

### Mardi 11 mars 2003
- Le Canadien Philippe Kirsch est élu Président de la Cour pénale internationale.
- En France :
  - Le ministre François Fillon attribue 15 millions d'euros pour le reclassement des 830 salariés de l'usine Metaleurop (Noyelles-Godault, Pas-de-Calais) placée en liquidation judiciaire (soit 18 000 € par personne).
  - Le ministre Gilles de Robien annonce son projet de mettre en bourse de 30 à 35 % du capital d'Air France.
- L'armée de l'Air américaine annonce le test réussi d'une bombe à effet de souffle d'un poids de 9,5 tonnes (MOAB). Il s'agit de la plus puissante bombe conventionnelle jamais construite.
- En Turquie, l'islamiste Recep Tayyip Erdoğan devient Premier ministre en remplacement de Abdullah Gül.

### Mercredi 12 mars 2003
- En France :
  - Le truand Antonio Ferrara, fiché au Grand banditisme, réussit une spectaculaire évasion de la prison de Fresnes dans le Val-de-Marne, grâce notamment à l'intervention extérieure d'une quinzaine de complices lourdement armés.
  - Décès du cycliste kazakh Andrei Kivilev après une chute (survenue le 11 mars) dans la course Paris-Nice, sur la route de Saint-Étienne.
- En Serbie, assassinat du Premier ministre Zoran Đinđić dans un attentat à Belgrade. Il avait, en juillet 2001, livré Slobodan Milošević au Tribunal pénal international pour l'ex-Yougoslavie.

### Jeudi 13 mars 2003
- En France, la fusion du Crédit lyonnais et du Crédit agricole est autorisée par les autorités bancaires (CECEI).
- Les gouvernements américain et britannique annoncent qu'ils ne demanderont pas de vote au Conseil de sécurité des Nations unies sur leur nouveau projet de résolution.

### Vendredi 14 mars 2003
- Décès de Jean-Luc Lagardère (75 ans), grand capitaine d'industrie, fondateur et cogérant de Lagardère SCA.
- Aux Pays-Bas, inauguration du tunnel de l'Escaut occidental, le plus long tunnel routier du pays.

### Samedi 15 mars 2003
- L'Organisation mondiale de la santé (OMS) déclenche une alerte générale concernant une épidémie  mortelle en provenance d'Asie.
- Ange-Félix Patassé est renversé par un coup d'État de François Bozizé en République centrafricaine.
- En Chine, Hu Jintao devient président.

Entre le 15 mars et le 18 mars 2003, 75 opposants au régime de Fidel Castro (dont Raoul Rivero et Martha Beatriz Roque Cabello) sont condamnés et emprisonnés lors d’une large rafle à travers toute l’île de Cuba.

### Dimanche 16 mars 2003
- Au Centrafrique, un coup d'État mené par l'ancien chef d'État-major limogé, le général François Bozizé, renverse le Président Ange-Félix Patassé.

### Lundi 17 mars 2003
- En France :
  - Réunion du Congrès constitutionnel à Versailles, lors duquel l'assemblée des députés et des sénateurs vote le projet de loi constitutionnelle sur la décentralisation par 584 voix contre 278.
  - Ouverture du procès de l'affaire Elf devant le tribunal correctionnel de Paris, qui conclut 8 années d'instruction et de rebondissements. 37 prévenus sont présentés dont Loïk Le Floch-Prigent, Alfred Sirven et André Tarallo.
- Le président George W. Bush accorde 48 heures à Saddam Hussein et à ses fils pour quitter l'Irak, dernier délai avant le déclenchement de la guerre[2].
- Au Royaume-Uni, le ministre des Relations avec le Parlement démissionne en raison de son désaccord avec le Premier ministre Tony Blair.

### Mardi 18 mars 2003
- En Irak, le gouvernement rejette l'ultimatum américain, alors que les inspecteurs en désarmement, les autres personnels de l'ONU et les diplomates étrangers, quittent la capitale irakienne.

### Mercredi 19 mars 2003
- Fin de l'Opération Southern Watch contre l'Irak.
- En Palestine, le président Yasser Arafat nomme Mahmoud Abbas, dit Abou Mazen, comme Premier ministre de l'Autorité palestinienne. Début de l'intervention américaine contre l'Irak.
  - Les premiers bombardements menés par les forces américano-britanniques commencent 2 heures et 15 minutes après l'expiration de l'ultimatum du Président George W. Bush. Ils visaient en priorité les hauts dirigeants du pays. Selon le président américain George W. Bush, le but est de renverser Saddam Hussein et de rendre l'Irak à son peuple.
  - Dans la soirée, une offensive terrestre est lancée par les troupes britanniques depuis le Koweït.
  - Premières réactions internationales :
    - La Chine demande au gouvernement américain de « rentrer dans le droit chemin ».
    - La Russie exprime son « extrême regret ».
    - L'Allemagne exprime sa « consternation ».
    - La France souhaite que cela « puisse cesser le plus rapidement possible ».

  - Le Parlement Turc autorise le survol de l'espace aérien turc par l'aviation américaine, mais refuse toujours le déploiement demandé sur son sol de 62 000 GI's.

### Jeudi 20 mars 2003
- En France, renforcement du plan Vigipirate après l'annonce de la découverte de deux flacons contenant des traces de ricine dans une consigne de la gare de Lyon à Paris

### Vendredi 21 mars 2003
- Des manifestations contre l'intervention américaine en Irak ont lieu dans de nombreux pays, alors que selon un sondage réalisé pour le New York Times et la chaîne CBS, 70 % des Américains approuvent la décision de leur président d'entrer en guerre contre Saddam Hussein.

### Samedi 22 mars 2003
Naissance du Roi d’Hiver: le Roi Sirius. D’après, l’étoile Sirius.

### Dimanche 23 mars 2003
- À Los Angeles en Californie, 75e cérémonie de remise des Oscars :
  - Oscar du meilleur film à Chicago de Rob Marshall.
- En Slovénie, double référendum sur l'adhésion à l'Union européenne (89,66 % de oui) et à l'OTAN (66,08 %).
- En Tchétchénie, un référendum sur un projet de constitution, réaffirmant l'appartenance de la République de Tchétchénie à la fédération de Russie, mais tout en la dotant d'un statut d'autonomie, obtient 90 % de oui.
- Formule 1 : Kimi Räikkönen remporte la première victoire de sa carrière en Malaisie, sur une McLaren.

### Lundi 24 mars 2003
- En France, le Président Jacques Chirac présente un plan de lutte contre le cancer pour un montant de 500 millions d'euros sur trois années.
- Le gouvernement américain accuse la Russie d'avoir livré des armes et des équipements électroniques militaires à l'Irak.
  - Le gouvernement russe réplique que cette assertion est une « pure invention ».

### Mardi 25 mars 2003
- Le Président George W. Bush demande au Congrès américain une rallonge budgétaire de 74,7 milliards de US dollars afin de financer la guerre.
- En Irak, une violente tempête de sable bloque l'avancée des troupes américano-britannique durant une douzaine d'heures.
- En Serbie, le nouveau Premier ministre Zoran Živković annonce l'arrestation du tueur du Premier ministre Zoran Đinđić. Il s'agit d'un ancien commandant adjoint des forces spéciales de la police, Zvezdan Jovanović.

### Jeudi 27 mars 2003
- En France, une explosion se produit à l'usine Nitrochimie de Billy-Berclau dans le Pas-de-Calais causant la mort de 4 personnes.

### Vendredi 28 mars 2003
- France : Révision constitutionnelle relative à l'organisation décentralisée de la République.

### Samedi 29 mars 2003
- En France, mort à l'âge de 91 ans de Henry Racamier, ancien président du directoire de la société Louis Vuitton et cofondateur du groupe de luxe LVMH.
- En Irak, premier attentat-suicide tuant 4 soldats américains, réalisé par un officier irakien en se faisant exploser à un barrage routier américain.

### Dimanche 30 mars 2003
- En France, Assemblée Générale Fondatrice et lancement du syndicat étudiant, la Confédération étudiante.

## Naissances
- 1 mars : William Bøving, footballeur danois
- 2 mars : Lukas Kačavenda, footballeur croate
- 3 mars : Nada al-Ahdal, militante des droits de l'homme et résidente du Yémen
- 4 mars : Édouard Michut, footballeur français
- 5 mars : 
  - Yiánnis Konstantélias, footballeur grec
  - Robert Popa, footballeur roumain
  - Nico Serrano, footballeur espagnol
- 7 mars : Chloé D’Haese, joueuse internationale française de rink hockey
- 9 mars : 
  - Sunisa Lee, gymnaste américaine
  - Lina Nassr, joueuse d'échecs algérienne
- 12 mars : Malina Weissman, actrice et mannequin américaine
- 16 mars : Jacopo Fazzini, footballeur italien
- 17 mars : Youri Baas, footballeur néerlandais
- 18 mars : 
  - Seedy Jatta, footballeur norvégien
  - Bjorn Meijer, footballeur néerlandais
- 19 mars : Owen Gene, footballeur français
- 20 mars : Nemanja Motika, footballeur serbe
- 21 mars : 
  - Fidel Ambríz, footballeur mexicain
  - Denis Višinský, footballeur tchèque
- 22 mars : Mauro Perković, footballeur croate
- 23 mars : 
  - Tommaso Baldanzi, footballeur italien
  - Álvaro Fernández, footballeur espagnol
  - Ísak Bergmann Jóhannesson, footballeur islandais
  - Kacper Sezonienko, footballeur polonais
- 24 mars : Chaima Nihal Guemmar, escrimeuse algérienne
- 26 mars : 
  - Danielle Bregoli, rappeuse américaine
  - Ibrahim Cissoko, footballeur néerlandais
  - Kang Seong-jin, footballeur sud-coréen
  - Miguel Silveira, footballeur brésilien
- 27 mars : Diego Gómez, footballeur paraguayen
- 28 mars : Ronnie Edwards, footballeur anglais
- 31 mars : 
  - Fótis Kítsos, footballeur grec
  - Igor Matanović, footballeur croate

## Décès en mars 2003
- 3 mars : Horst Buchholz, acteur.
- 6 mars : Sébastien Japrisot, écrivain, auteur d'Un long dimanche de fiançailles.
- 8 mars :
  - Adam Faith, acteur et chanteur.
  - Karen Morley, actrice.
- 9 mars : Stan Brakhage, réalisateur.
- 11 mars : Barry Sheene, (Royaume-Uni, moto) à 52 ans.
- 12 mars :
  - Andrei Kivilev, (Kazakhstan, Cyclisme) à 29 ans.
  - Lynne Thigpen, acteur.
- 14 mars : Jean-Luc Lagardère, chef d'entreprise (Matra, Europe 1).
- 15 mars : Dame Thora Hird, actrice.
- 19 mars : Ernest Risse, peintre et verrier français (° 22 février 1921).
- 24 mars :
  - Hans Hermann Groër, cardinal autrichien, archevêque de Vienne (° 13 octobre 1919).
  - Philip Yordan, scénariste.
- 26 mars : 
  - Bertène Juminer, médecin et écrivain français.
  - Daniel Patrick Moynihan, sociologue et homme politique américain.
  - Tauese Sunia, homme politique américain.
  - Michel Van Maele, dirigeant de football et homme politique belge.
  - Nino Vingelli, acteur italien.
  - Herbert Zangs, peintre allemand.
- 31 mars : 
  - Michael Jeter, acteur.
  - Eduardo Úrculo, peintre et sculpteur espagnol (° 21 aout 1936